# جيمس شاني
جيمس شاني (بالإنجليزية: James Chaney)‏ هو مدافع عن الحقوق المدنية أمريكي، ولد في 30 مايو 1943 في ميريديان في الولايات المتحدة، وتوفي في 21 يونيو 1964 في مسيسيبي في الولايات المتحدة.